# Vivien Garry

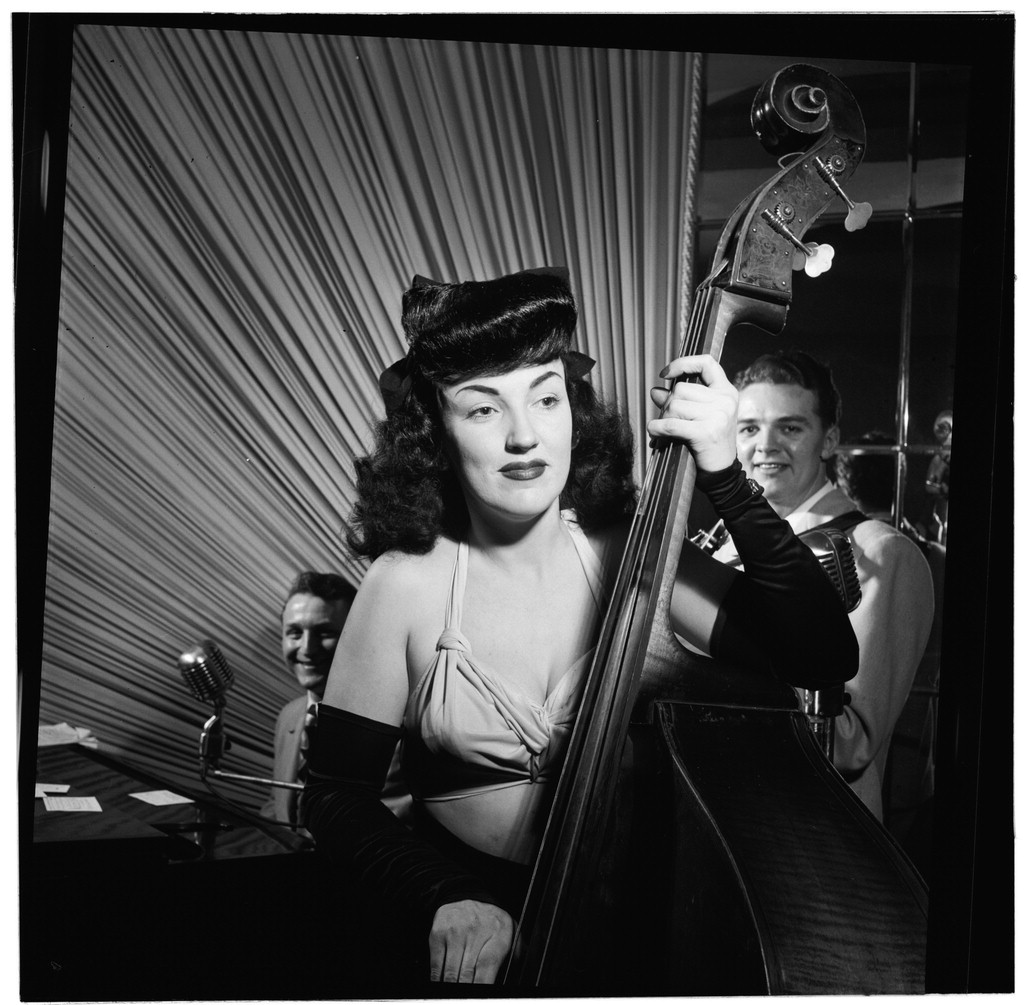
Vivien Garry (vorn) mit Teddy Kaye (links) und Arv Garrison bei einem Auftritt im Club Dixon's, New York City, ca. Mai 1947. Fotografie von William P. Gottlieb

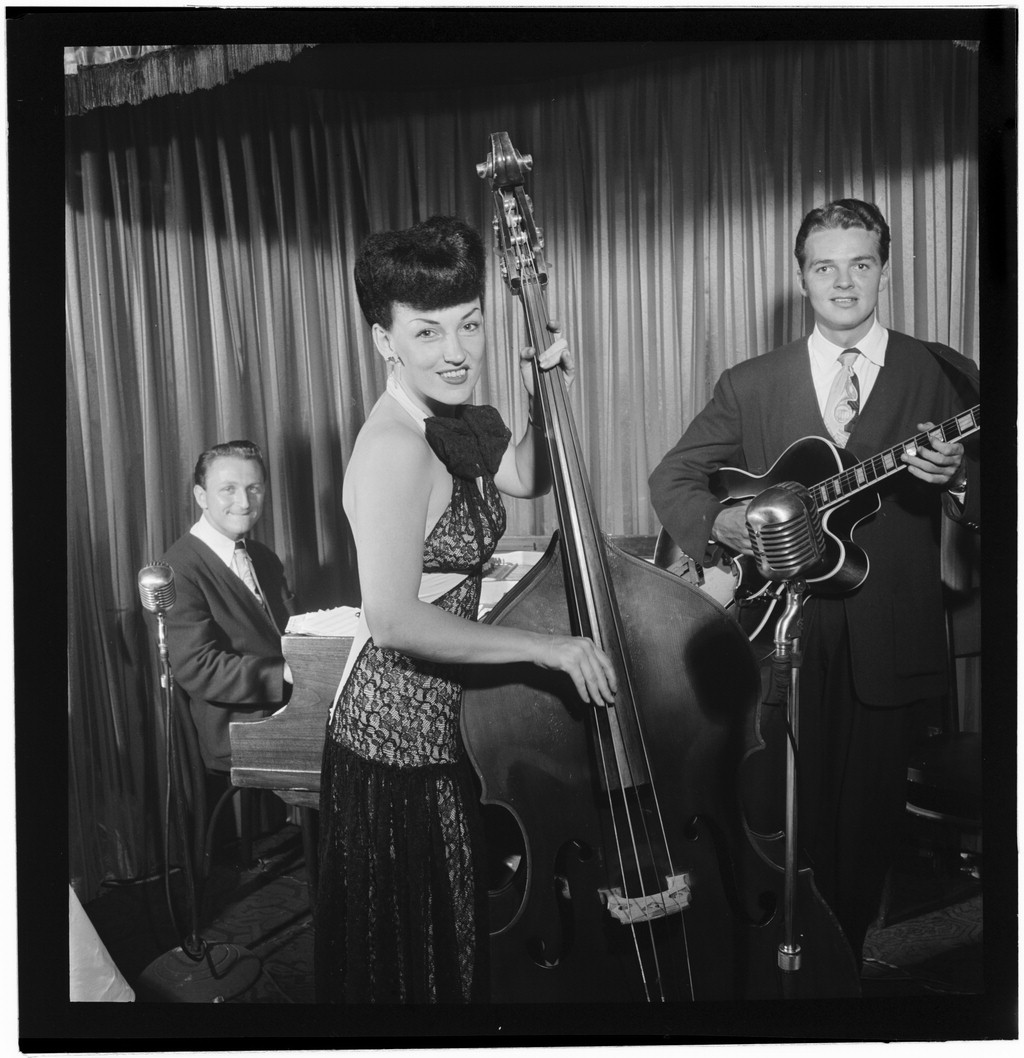
Vivien Garry Trio 1947. Foto: Gottlieb

Vivien Garry (eigentlich Mildred Vivien Christy, * um 1920; † 1. Dezember 2008) war eine US-amerikanische Jazzmusikerin (Gesang, Kontrabass, Komposition) des Bebop. Garry war die einzige Bassistin, die in den Jazzclubs der 52nd Street auftrat.
Garry trat Mitte der 1940er-Jahre mit eigenen Jazz-Combos in New Yorker Nachtclubs auf; sie hatte ein Trio mit dem Pianisten Teddy Kaye und ihrem Ehemann, dem Gitarristen Arvin Garrison, der die Gruppe managte, außerdem ein Quintett mit Ginger Smock (Geige), Edna Williams (Trompete), Wini Beatty (Piano) und Dody Jeshke (Schlagzeug). Ab 1944 entstanden auch Aufnahmen für die lokalen Label Premier, Guild, Black & White und für V-Disc „Where You At“ und „Baby I’m Gone“, zwei Novelty Songs im Stil von Slim & Slam. Ab 1947 nahm sie auch für RCA, Signature und Exclusive Records auf. Ihren Song „I’m in the Mood for Love“ (AFRS Jubilee) spielte sie 1946 mit Benny Carter, Sonny White, Thomas Moultree (Bass) und Percy Brice (Schlagzeug) ein.
Das 1948 erschienene Album Girls in Jazz enthielt Titel von Garry, außerdem von Mary Lou Williams, Beryl Booker und der International Sweethearts of Rhythm. Im Bereich des Jazz war sie zwischen 1946 und 1952 an 18 Aufnahmesessions beteiligt. Sie schrieb mehrere Jazztitel wie „Please Don’t Sidekick Me Baby“ (1937),
„Baby I’m Gone“, „Operation Mop“ und „A Woman’s Place Is in the Groove“.